# Epperly
Epperly – dawna amerykańska firma zajmująca się konstrukcją samochodów wyścigowych, założona przez Quina Epperly'ego. Samochody Epperly uczestniczyły w zawodach Indianapolis 500 w latach 1955 oraz 1957–1960.

## Wyniki w Indianapolis 500
| Sezon | Kierowca          | Poz. start. | Wynik | Punkty | Uwagi          | Wyniki |
| ----- | ----------------- | ----------- | ----- | ------ | -------------- | ------ |
| 1955  | Jim Rathmann      | 20          | 14    |        |                | Wyniki |
| 1957  | Sam Hanks         | 13          | 1     | 8      |                | Wyniki |
| 1957  | Jim Rathmann      | 32          | 2     | 7      |                | Wyniki |
| 1958  | Jimmy Bryan       | 7           | 1     | 8      |                | Wyniki |
| 1958  | George Amick      | 25          | 2     | 6      |                | Wyniki |
| 1958  | Tony Bettenhausen | 9           | 4     | 4      |                | Wyniki |
| 1958  | Jim Rathmann      | 20          | 5     | 2      |                | Wyniki |
| 1959  | Tony Bettenhausen | 15          | 4     | 3      |                | Wyniki |
| 1959  | Paul Goldsmith    | 16          | 5     | 2      |                | Wyniki |
| 1959  | Johnny Boyd       | 11          | 6     |        |                | Wyniki |
| 1960  | Paul Goldsmith    | 26          | 3     | 4      |                | Wyniki |
| 1960  | Red Amick         | 22          | 11    |        |                | Wyniki |
| 1960  | Jimmy Bryan       | 10          | NU    |        | układ paliwowy | Wyniki |
| 1960  | Wayne Weiler      | 15          | NU    |        | wypadek        | Wyniki |
| 1960  | Johnny Boyd       | 13          | NU    |        | silnik         | Wyniki |
| 1960  | A.J. Foyt         | 16          | NU    |        | sprzęgło       | Wyniki |
| 1960  | Jim McWithey      | 32          | NU    |        | hamulce        | Wyniki |